# Cúp bóng đá châu Á 2023
Cúp bóng đá châu Á 2023 (AFC Asian Cup 2023, tiếng Ả Rập: كأس آسيا 2023) là giải đấu lần thứ 18 của Cúp bóng đá châu Á, giải vô địch bóng đá nam quốc tế lớn nhất của châu Á diễn ra bốn năm một lần do Liên đoàn bóng đá châu Á (AFC) tổ chức. Giải đấu có sự tham dự của 24 đội tuyển quốc gia sau khi AFC tăng số đội từ 16 lên 24 đội kể từ giải đấu năm 2019.
Ngày 14 tháng 5 năm 2022, Liên đoàn bóng đá Trung Quốc bị tước quyền đăng cai giải đấu này do ảnh hưởng của đại dịch COVID-19.
Vào ngày 17 tháng 10 năm 2022, AFC thông báo giải đấu được tổ chức tại Qatar để thay thế cho Trung Quốc do ảnh hưởng của đại dịch COVID-19. Qatar trở thành quốc gia đầu tiên tổ chức ba kỳ Cúp bóng đá châu Á, sau các năm 1988 và 2011. Do nhiệt độ cao và thời tiết nắng nóng vào mùa hè ở vùng Vịnh khiến Qatar phải tham gia Cúp Vàng CONCACAF 2023, giải đấu bị hoãn từ mùa hè năm 2023 sang đầu năm 2024.
Chủ nhà kiêm đương kim vô địch, Qatar bảo vệ thành công chức vô địch sau khi đánh bại Jordan với tỷ số 3–1 trong trận chung kết của giải đấu.

## Lựa chọn chủ nhà
Trung Quốc ban đầu đã được công bố là bên giành chiến thắng trong cuộc chạy đua đăng cai Cúp bóng đá châu Á 2023 vào ngày 4 tháng 6 năm 2019, không lâu trước khi Đại hội FIFA lần thứ 69 diễn ra tại Paris, Pháp. Do đó, giải đấu ban đầu dự kiến được tổ chức tại quốc gia này từ ngày 16 tháng 6 đến ngày 16 tháng 7 năm 2023. Tuy nhiên, vào ngày 14 tháng 5 năm 2022, AFC thông báo rằng Trung Quốc sẽ rút quyền đăng cai giải đấu do những mối lo ngại về đại dịch COVID-19 và chính sách Zero-COVID của Trung Quốc. Sau khi Trung Quốc từ bỏ quyền đăng cai, AFC đã tiến hành vòng đấu thầu thứ hai, với thời hạn nộp hồ sơ dự kiến vào ngày 17 tháng 10 năm 2022.
Bốn quốc gia đã nộp hồ sơ đăng cai thay Trung Quốc bao gồm Úc, Indonesia, Qatar và Hàn Quốc, nhưng Úc sau đó đã rút hồ sơ vào tháng 9 năm 2022 do vướng tổ chức Giải vô địch bóng đá nữ thế giới 2023 còn Indonesia bị loại khỏi cuộc đua vào ngày 15 tháng 10. Với hai quốc gia còn lại là Hàn Quốc và Qatar, trong cuộc họp Ban chấp hành AFC lần thứ 11 vào ngày 17 tháng 10 năm 2022, AFC thông báo rằng Qatar đã thắng thầu và sẽ đăng cai giải đấu.

## Các đội tuyển

### Vòng loại

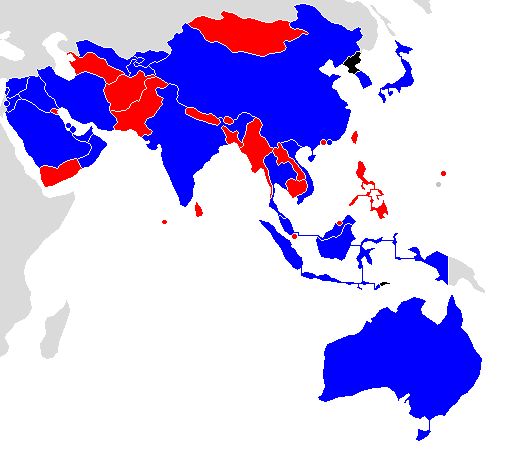
Tình trạng vòng loại
Đội bóng đã vượt qua vòng loại cho Cúp châu Á
Đội bóng không vượt qua vòng loại
Đội bóng đã bị cấm tham dự hoặc rút lui
Không phải là thành viên AFC

Hai giai đoạn đầu tiên của vòng loại cũng sẽ đóng vai trò là vòng loại giải vô địch bóng đá thế giới 2022 khu vực châu Á, giải đấu mà đội đương kim vô địch Qatar đã giành một suất tham dự do là nước chủ nhà. Tuy nhiên, họ vẫn phải thi đấu ở vòng loại thứ hai để giành quyền tham dự Cúp bóng đá châu Á 2023.
Đông Timor đã bị AFC cấm tham gia vòng loại sau khi bị phát hiện có tổng cộng 12 cầu thủ không đủ điều kiện trong các trận đấu tại vòng loại Cúp bóng đá châu Á 2019, cũng như nhiều giải đấu khác. Tuy nhiên, vì FIFA không cấm họ thi đấu ở vòng loại Giải vô địch bóng đá thế giới 2022, Đông Timor vẫn được phép tham dự vòng loại, nhưng họ sẽ không được cấp phép tham dự Cúp bóng đá châu Á.
Vòng loại đã bắt đầu vào ngày 6 tháng 6 năm 2019 và kết thúc vào ngày 14 tháng 6 năm 2022 để chọn ra 23 suất tham dự.

### Các đội tuyển đã vượt qua vòng loại
Trong 24 đội tuyển tham dự giải đấu, có đến 20 đội từng tham dự giải đấu năm 2019. Hồng Kông có lần góp mặt trở lại sau 56 năm kể từ giải đấu năm 1968. Indonesia và Malaysia cũng có lần góp mặt trở lại sau 17 năm kể từ Asian Cup 2007 mà hai quốc gia này đồng đăng cai cùng với Việt Nam và Thái Lan. Tajikistan có lần đầu tiên tham dự giải đấu. Kuwait và Yemen là hai đội Tây Á không vượt qua được vòng loại cuối cùng của giải đấu. CHDCND Triều Tiên rút lui giữa chừng ở vòng loại thứ hai của giải đấu do lo ngại về đại dịch COVID-19. Philippines, CHDCND Triều Tiên, Turkmenistan và Yemen là những đội đã thi đấu ở giải đấu trước mà không vượt qua vòng loại cho giải đấu này.
Vào ngày 16 tháng 8 năm 2022, ban đầu Liên đoàn bóng đá thế giới nhất trí quyết định đình chỉ Liên đoàn bóng đá Ấn Độ vô thời hạn do có sự can thiệp của bên thứ ba, vi phạm nghiêm trọng Điều lệ FIFA. Tuy nhiên, đến ngày 27 tháng 8 cùng năm, FIFA cho phép hủy án cấm đối với Ấn Độ, do đó họ vẫn được phép tham dự giải đấu.
| Đội tuyển     | Tư cách vượt qua vòng loại | Ngày vượt qua vòng loại | Tham dự chung kết | Tham dự cuối cùng | Thành tích tốt nhất lần trước                  |
| ------------- | -------------------------- | ----------------------- | ----------------- | ----------------- | ---------------------------------------------- |
| Qatar         | Nhất bảng E (vòng 2)       | 7 tháng 6 năm 2021      | 11 lần            | 2019              | Vô địch (2019)                                 |
| Nhật Bản      | Nhất bảng F (vòng 2)       | 28 tháng 5 năm 2021     | 10 lần            | 2019              | Vô địch (1992, 2000, 2004, 2011)               |
| Syria         | Nhất bảng A (vòng 2)       | 7 tháng 6 năm 2021      | 7 lần             | 2019              | Vòng bảng (1980, 1984, 1988, 1996, 2011, 2019) |
| Hàn Quốc      | Nhất bảng H (vòng 2)       | 9 tháng 6 năm 2021      | 15 lần            | 2019              | Vô địch (1956, 1960)                           |
| Úc            | Nhất bảng B (vòng 2)       | 11 tháng 6 năm 2021     | 5 lần             | 2019              | Vô địch (2015)                                 |
| Iran          | Nhất bảng C (vòng 2)       | 15 tháng 6 năm 2021     | 15 lần            | 2019              | Vô địch (1968, 1972, 1976)                     |
| Ả Rập Xê Út   | Nhất bảng D (vòng 2)       | 15 tháng 6 năm 2021     | 11 lần            | 2019              | Vô địch (1984, 1988, 1996)                     |
| UAE           | Nhất bảng G (vòng 2)       | 15 tháng 6 năm 2021     | 11 lần            | 2019              | Á quân (1996)                                  |
| Trung Quốc[a] | Nhì bảng A (vòng 2)        | 15 tháng 6 năm 2021     | 13 lần            | 2019              | Á quân (1984, 2004)                            |
| Iraq          | Nhì bảng C (vòng 2)        | 15 tháng 6 năm 2021     | 10 lần            | 2019              | Vô địch (2007)                                 |
| Oman          | Nhì bảng E (vòng 2)        | 15 tháng 6 năm 2021     | 5 lần             | 2019              | Vòng 16 đội (2019)                             |
| Việt Nam      | Nhì bảng G (vòng 2)        | 15 tháng 6 năm 2021     | 5 lần             | 2019              | Hạng tư (1956, 1960)                           |
| Liban         | Nhì bảng H (vòng 2)        | 15 tháng 6 năm 2021     | 2 lần             | 2019              | Vòng bảng (2000, 2019)                         |
| Jordan        | Nhất bảng A (vòng 3)       | 14 tháng 6 năm 2022     | 5 lần             | 2019              | Tứ kết (2004, 2011)                            |
| Palestine     | Nhất bảng B (vòng 3)       | 14 tháng 6 năm 2022     | 2 lần             | 2019              | Vòng bảng (2015, 2019)                         |
| Uzbekistan    | Nhất bảng C (vòng 3)       | 14 tháng 6 năm 2022     | 8 lần             | 2019              | Hạng tư (2011)                                 |
| Ấn Độ         | Nhất bảng D (vòng 3)       | 14 tháng 6 năm 2022     | 5 lần             | 2019              | Á quân (1964)                                  |
| Bahrain       | Nhất bảng E (vòng 3)       | 14 tháng 6 năm 2022     | 7 lần             | 2019              | Hạng tư (2004)                                 |
| Tajikistan    | Nhất bảng F (vòng 3)       | 14 tháng 6 năm 2022     | 1 lần             | Lần đầu           | Không                                          |
| Indonesia     | Nhì bảng A (vòng 3)        | 14 tháng 6 năm 2022     | 5 lần             | 2007              | Vòng bảng (1996, 2000, 2004, 2007)             |
| Thái Lan      | Nhì bảng C (vòng 3)        | 14 tháng 6 năm 2022     | 7 lần             | 2019              | Hạng ba (1972)                                 |
| Hồng Kông     | Nhì bảng D (vòng 3)        | 14 tháng 6 năm 2022     | 4 lần             | 1968              | Hạng ba (1956)                                 |
| Malaysia      | Nhì bảng E (vòng 3)        | 14 tháng 6 năm 2022     | 4 lần             | 2007              | Vòng bảng (1976, 1980, 2007)                   |
| Kyrgyzstan    | Nhì bảng F (vòng 3)        | 14 tháng 6 năm 2022     | 2 lần             | 2019              | Vòng 16 đội (2019)                             |

Ghi chú
1. ^ Trung Quốc ban đầu đăng cai tổ chức giải đấu; tuy nhiên, do ảnh hưởng của đại dịch COVID-19, quốc gia này chính thức rút quyền đăng cai giải đấu.
2. ^ Việt Nam đã từng tham dự giải đấu 2 lần và giành hạng tư vào các năm 1956 và 1960 dưới tên gọi là Việt Nam Cộng hòa (Nam Việt Nam)

### Bốc thăm
Lễ bốc thăm sẽ được tổ chức tại làng văn hóa Katara ở Doha vào ngày 11 tháng 5 năm 2023 lúc 14:00 AST (UTC+3).

#### Hạt giống
Vào ngày 7 tháng 4 năm 2023, AFC công bố kết quả phân nhóm hạt giống dựa trên Bảng xếp hạng FIFA tháng 4 năm 2023.
| Nhóm 1                                                                                        | Nhóm 2                                                                             | Nhóm 3                                                                                    | Nhóm 4                                                                                               |
| --------------------------------------------------------------------------------------------- | ---------------------------------------------------------------------------------- | ----------------------------------------------------------------------------------------- | --- |
| Qatar (61) (chủ nhà) · Nhật Bản (20) · Iran (24) · Hàn Quốc (27) · Úc (29) · Ả Rập Xê Út (54) | Iraq (67) · UAE (72) · Oman (73) · Uzbekistan (74) · Trung Quốc (81) · Jordan (84) | Bahrain (85) · Syria (90) · Palestine (93) · Việt Nam (95) · Kyrgyzstan (96) · Liban (99) | Ấn Độ (101) · Tajikistan (109) · Thái Lan (114) · Malaysia (138) · Hồng Kông (147) · Indonesia (149) |

#### Kết quả bốc thăm
Các đội được bốc thăm liên tiếp vào các bảng từ A đến F. Lần đầu tiên trong lịch sử Cúp bóng đá châu Á, các đội từ nhóm thấp nhất được bốc thăm trước nhưng không được phân vào các vị trí cuối cùng của các bảng như đã diễn ra ở các giải trước. Các đội nhóm 1 được chỉ định vào các vị trí đầu tiên trong các bảng, trong khi các vị trí tiếp theo của tất cả các đội còn lại sẽ được bốc thăm riêng từ nhóm 4 đến nhóm 2 (nhằm mục đích xác định lịch thi đấu trong mỗi bảng).
Bốc thăm sẽ dẫn đến các bảng sau:
| Pos | Đội        |
| --- | ---------- |
| A1  | Qatar      |
| A2  | Trung Quốc |
| A3  | Tajikistan |
| A4  | Liban      |

| Pos | Đội        |
| --- | ---------- |
| B1  | Úc         |
| B2  | Uzbekistan |
| B3  | Syria      |
| B4  | Ấn Độ      |

| Pos | Đội       |
| --- | --------- |
| C1  | Iran      |
| C2  | UAE       |
| C3  | Hồng Kông |
| C4  | Palestine |

| Pos | Đội       |
| --- | --------- |
| D1  | Nhật Bản  |
| D2  | Indonesia |
| D3  | Iraq      |
| D4  | Việt Nam  |

| Pos | Đội      |
| --- | -------- |
| E1  | Hàn Quốc |
| E2  | Malaysia |
| E3  | Jordan   |
| E4  | Bahrain  |

| Pos | Đội         |
| --- | ----------- |
| F1  | Ả Rập Xê Út |
| F2  | Thái Lan    |
| F3  | Kyrgyzstan  |
| F4  | Oman        |

### Đội hình
Đội hình tham dự Cúp bóng đá châu Á 2023

## Địa điểm
Vào ngày 5 tháng 4 năm 2023, AFC đã công bố tám sân vận động được lựa chọn để tổ chức giải đấu, trải dài trên bốn thành phố chủ nhà. Trong đó, có bảy sân vận động từng tổ chức Giải vô địch bóng đá thế giới 2022.
| Lusail                       | Doha                               | Doha                                         |
| ---------------------------- | ---------------------------------- | -------------------------------------------- |
| Sân vận động Lusail Iconic   | Sân vận động Al Thumama            | Sân vận động Abdullah bin Khalifa            |
| Sức chứa: 88.966             | Sức chứa: 44.400                   | Sức chứa: 10.000                             |
|                              |                                    | Tập tin:Abdullah bin Khalifa Stadium (1).jpg |
| Al Khor                      | Cúp bóng đá châu Á 2023 (Thế giới) | Cúp bóng đá châu Á 2023 (Thế giới)           |
| Sân vận động Al Bayt         | Cúp bóng đá châu Á 2023 (Thế giới) | Cúp bóng đá châu Á 2023 (Thế giới)           |
| Sức chứa: 68.895             | Cúp bóng đá châu Á 2023 (Thế giới) | Cúp bóng đá châu Á 2023 (Thế giới)           |
|                              | Cúp bóng đá châu Á 2023 (Thế giới) | Cúp bóng đá châu Á 2023 (Thế giới)           |
| Al Wakrah                    | Cúp bóng đá châu Á 2023 (Thế giới) | Cúp bóng đá châu Á 2023 (Thế giới)           |
| Sân vận động Al Janoub       | Cúp bóng đá châu Á 2023 (Thế giới) | Cúp bóng đá châu Á 2023 (Thế giới)           |
| Sức chứa: 44.325             | Cúp bóng đá châu Á 2023 (Thế giới) | Cúp bóng đá châu Á 2023 (Thế giới)           |
|                              | Cúp bóng đá châu Á 2023 (Thế giới) | Cúp bóng đá châu Á 2023 (Thế giới)           |
| Al Rayyan                    | Cúp bóng đá châu Á 2023 (Thế giới) | Cúp bóng đá châu Á 2023 (Thế giới)           |
| Sân vận động Quốc tế Khalifa | Cúp bóng đá châu Á 2023 (Thế giới) | Cúp bóng đá châu Á 2023 (Thế giới)           |
| Sức chứa: 45.857             | Cúp bóng đá châu Á 2023 (Thế giới) | Cúp bóng đá châu Á 2023 (Thế giới)           |
|                              | Cúp bóng đá châu Á 2023 (Thế giới) | Cúp bóng đá châu Á 2023 (Thế giới)           |
| Al Rayyan                    |                                    |                                              |
| Sân vận động Ahmed bin Ali   | Sân vận động Thành phố Giáo dục    | Sân vận động Jassim bin Hamad                |
| Sức chứa: 45.032             | Sức chứa: 44.667                   | Sức chứa: 15.000                             |
|                              |                                    |                                              |

## Trọng tài
Vào ngày 13 tháng 9 năm 2023, FIFA chính thức công bố danh sách 33 trọng tài, 37 trợ lý trọng tài, 2 trọng tài dự bị và 2 trợ lý trọng tài dự bị, bao gồm 2 nữ trọng tài và 3 nữ trợ lý trọng tài. Công nghệ video hỗ trợ trọng tài (VAR) chính thức được áp dụng cho tất cả các trận đấu tại giải đấu sau giải đấu năm 2019, áp dụng cho các trận đấu từ vòng tứ kết.
Trọng tài
- Shaun Evans
- Alireza Faghani
- Kate Jacewicz
- Phó Minh
- Mã Ninh
- Mooud Bonyadifar
- Mohanad Qasim Sarray
- Yusuke Araki
- Jumpei Iida
- Hiroyuki Kimura
- Yoshimi Yamashita
- Adham Makhadmeh
- Kim Hee-gon
- Kim Jong-hyeok
- Ko Hyung-jin
- Mohammed Al Hoish
- Khalid Al-Turais
- Ahmad Al-Ali
- Abdullah Jamali
- Nazmi Nasaruddin
- Ahmed Al-Kaf
- Abdulrahman Al-Jassim
- Abdulla Al-Marri
- Khamis Al-Marri
- Salman Ahmad Falahi
- Muhammad Taqi
- Hanna Hattab
- Sivakorn Pu-Udom
- Omar Al-Ali
- Adel Al-Naqbi
- Mohammed Abdulla Hassan Mohamed
- Akhrol Riskullaev
- Ilgiz Tantashev

Trợ lý trọng tài
- Ashley Beecham
- Anton Shchetinin
- Trương Thành
- Chu Phi
- Alireza Ildorom
- Saeid Ghasemi
- Ahmed Al-Baghdadi
- Watheq Al-Swaiedi
- Makoto Bozono
- Jun Mihara
- Takumi Takagi
- Naomi Teshirogi
- Mohammad Al-Kalaf
- Ahmad Al-Roalle
- Kim Kyoung-min
- Park Sang-jun
- Yoon Jae-yeol
- Ahmad Abbas
- Abdulhadi Al-Anezi
- Mohd Arif Shamil Bin Abd Rasid
- Mohamad Zairul Bin Khalil Tan
- Abu Bakar Al-Amri
- Rashid Al-Ghaithi
- Saoud Al-Maqaleh
- Taleb Al-Marri
- Zaid Al-Shammari
- Yasir Al-Sultan
- Abdul Hannan Bin Abdul Hasim
- Ronnie Koh Min Kiat
- Ali Ahmad
- Mohamad Kazzaz
- Tanate Chuchuen
- Rawut Nakarit
- Mohamed Al-Hammadi
- Hasan Al-Mahri
- Timur Gaynullin
- Andrey Tsapenko

Trọng tài dự bị
- Majed Al-Shamrani
- Sadullo Gulmurodi

Trợ lý trọng tài dự bị
- Tào Nghị
- Mohammed Al-Abakry

## Lễ khai mạc
Tại buổi lễ khai mạc, vở nhạc kịch mang tên "Chương thất lạc của Kelileh và Demneh" được tổ chức tại Sân vận động Lusail, trước trận đấu giữa Qatar và Liban vào ngày 12 tháng 1 năm 2024.

## Vòng bảng
Hai đội đứng đầu của mỗi bảng và 4 đội xếp thứ ba có thành tích tốt nhất giành quyền vào vòng 16 đội.
| Vô địch Á quân | Bán kết Tứ kết | Vòng 16 đội Vòng bảng |

Các tiêu chí

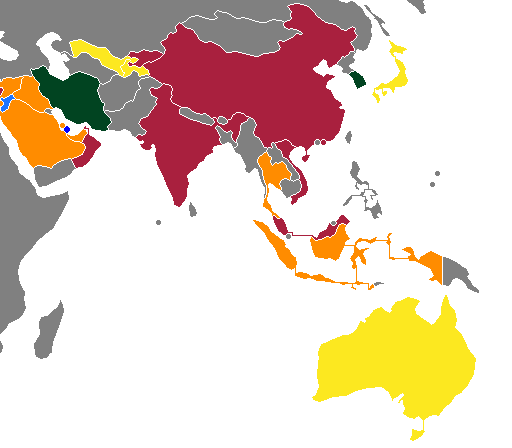
Kết quả các đội tham dự AFC Asian Cup 2023
Vô địch
Á quân
Bán kết
Tứ kết
Vòng 16 đội
Vòng bảng

Các đội được xếp hạng theo điểm (3 điểm cho đội thắng, 1 điểm cho đội hòa, 0 điểm cho đội thua), và nếu bằng điểm, các tiêu chí sau đây được áp dụng, theo thứ tự đưa ra, để xác định thứ hạng:
1. Điểm trong các trận đấu đối đầu giữa các đội bằng điểm;
2. Hiệu số bàn thắng thua trong các trận đấu đối đầu giữa các đội bằng điểm;
3. Tỷ số trong các trận đấu đối đầu giữa các đội bằng điểm;
4. Nếu có nhiều hơn hai đội bằng điểm, và sau khi áp dụng tất cả các tiêu chí đối đầu ở trên, một nhóm nhỏ các đội vẫn bằng điểm nhau, tất cả các tiêu chí đối đầu ở trên được áp dụng riêng cho nhóm này;
5. Hiệu số bàn thắng thua trong tất cả các trận đấu bảng;
6. Số bàn thắng ghi được trong tất cả các trận đấu bảng;
7. Sút luân lưu nếu chỉ có hai đội bằng điểm và họ gặp nhau trong lượt trận cuối cùng của bảng;
8. Điểm kỷ luật (thẻ vàng = 1 điểm, thẻ đỏ là kết quả của hai thẻ vàng = 3 điểm, thẻ đỏ trực tiếp = 3 điểm, thẻ vàng tiếp theo là thẻ đỏ trực tiếp = 4 điểm);
9. Bốc thăm.

Tất cả các trận đấu diễn ra theo giờ địa phương (UTC+3).

### Bảng A
| VT | Đội        | ST | T | H | B | BT | BB | HS | Đ | Giành quyền tham dự                 |
| -- | ---------- | -- | - | - | - | -- | -- | -- | - | ----------------------------------- |
| 1  | Qatar (H)  | 3  | 3 | 0 | 0 | 5  | 0  | +5 | 9 | Đi tiếp vào vòng đấu loại trực tiếp |
| 2  | Tajikistan | 3  | 1 | 1 | 1 | 2  | 2  | 0  | 4 | Đi tiếp vào vòng đấu loại trực tiếp |
| 3  | Trung Quốc | 3  | 0 | 2 | 1 | 0  | 1  | −1 | 2 |                                     |
| 4  | Liban      | 3  | 0 | 1 | 2 | 1  | 5  | −4 | 1 |                                     |

| Qatar                       | 3–0      | Liban |
| --------------------------- | -------- | ----- |
| - Afif 45', 90+6' - Ali 56' | Chi tiết |       |

| Trung Quốc | 0–0      | Tajikistan |
| ---------- | -------- | ---------- |
|            | Chi tiết |            |

| Liban | 0–0      | Trung Quốc |
| ----- | -------- | ---------- |
|       | Chi tiết |            |

| Tajikistan | 0–1      | Qatar      |
| ---------- | -------- | ---------- |
|            | Chi tiết | - Afif 17' |

| Qatar           | 1–0      | Trung Quốc |
| --------------- | -------- | ---------- |
| - Al-Haydos 66' | Chi tiết |            |

| Tajikistan                          | 2–1      | Liban       |
| ----------------------------------- | -------- | ----------- |
| - Umarbayev 80' - Khamrokulov 90+2' | Chi tiết | - Jradi 47' |

### Bảng B
| VT | Đội        | ST | T | H | B | BT | BB | HS | Đ | Giành quyền tham dự                 |
| -- | ---------- | -- | - | - | - | -- | -- | -- | - | ----------------------------------- |
| 1  | Úc         | 3  | 2 | 1 | 0 | 4  | 1  | +3 | 7 | Đi tiếp vào vòng đấu loại trực tiếp |
| 2  | Uzbekistan | 3  | 1 | 2 | 0 | 4  | 1  | +3 | 5 | Đi tiếp vào vòng đấu loại trực tiếp |
| 3  | Syria      | 3  | 1 | 1 | 1 | 1  | 1  | 0  | 4 | Đi tiếp vào vòng đấu loại trực tiếp |
| 4  | Ấn Độ      | 3  | 0 | 0 | 3 | 0  | 6  | −6 | 0 |                                     |

| Úc                     | 2–0      | Ấn Độ |
| ---------------------- | -------- | ----- |
| - Irvine 50' - Bos 73' | Chi tiết |       |

| Uzbekistan | 0–0      | Syria |
| ---------- | -------- | ----- |
|            | Chi tiết |       |

| Syria | 0–1      | Úc           |
| ----- | -------- | ------------ |
|       | Chi tiết | - Irvine 59' |

| Ấn Độ | 0–3      | Uzbekistan                                       |
| ----- | -------- | ------------------------------------------------ |
|       | Chi tiết | - Fayzullaev 4' - Sergeev 18' - Nasrullaev 45+3' |

| Úc                | 1–1      | Uzbekistan       |
| ----------------- | -------- | ---------------- |
| - Boyle 45+1' (p) | Chi tiết | - Turgunboev 78' |

| Syria         | 1–0      | Ấn Độ |
| ------------- | -------- | ----- |
| - Khribin 76' | Chi tiết |       |

### Bảng C
| VT | Đội       | ST | T | H | B | BT | BB | HS | Đ | Giành quyền tham dự                 |
| -- | --------- | -- | - | - | - | -- | -- | -- | - | ----------------------------------- |
| 1  | Iran      | 3  | 3 | 0 | 0 | 7  | 2  | +5 | 9 | Đi tiếp vào vòng đấu loại trực tiếp |
| 2  | UAE       | 3  | 1 | 1 | 1 | 5  | 4  | +1 | 4 | Đi tiếp vào vòng đấu loại trực tiếp |
| 3  | Palestine | 3  | 1 | 1 | 1 | 5  | 5  | 0  | 4 | Đi tiếp vào vòng đấu loại trực tiếp |
| 4  | Hồng Kông | 3  | 0 | 0 | 3 | 1  | 7  | −6 | 0 |                                     |

| UAE                                                 | 3–1      | Hồng Kông             |
| --------------------------------------------------- | -------- | --------------------- |
| - Adil 34' (p) - Sultan 52' - Al-Ghassani 90+5' (p) | Chi tiết | - Trần Triệu Quân 49' |

| Iran                                                         | 4–1      | Palestine     |
| ------------------------------------------------------------ | -------- | ------------- |
| - Ansarifard 2' - Khalilzadeh 12' - Ghayedi 38' - Azmoun 55' | Chi tiết | - Seyam 45+6' |

| Palestine           | 1–1      | UAE        |
| ------------------- | -------- | ---------- |
| - Nasser 50' (l.n.) | Chi tiết | - Adil 23' |

| Hồng Kông | 0–1      | Iran          |
| --------- | -------- | ------------- |
|           | Chi tiết | - Ghayedi 24' |

| Iran              | 2–1      | UAE                 |
| ----------------- | -------- | ------------------- |
| - Taremi 26', 65' | Chi tiết | - Al-Ghassani 90+3' |

| Hồng Kông | 0–3      | Palestine                       |
| --------- | -------- | ------------------------------- |
|           | Chi tiết | - Dabbagh 12', 60' - Qunbar 48' |

### Bảng D
| VT | Đội       | ST | T | H | B | BT | BB | HS | Đ | Giành quyền tham dự                 |
| -- | --------- | -- | - | - | - | -- | -- | -- | - | ----------------------------------- |
| 1  | Iraq      | 3  | 3 | 0 | 0 | 8  | 4  | +4 | 9 | Đi tiếp vào vòng đấu loại trực tiếp |
| 2  | Nhật Bản  | 3  | 2 | 0 | 1 | 8  | 5  | +3 | 6 | Đi tiếp vào vòng đấu loại trực tiếp |
| 3  | Indonesia | 3  | 1 | 0 | 2 | 3  | 6  | −3 | 3 | Đi tiếp vào vòng đấu loại trực tiếp |
| 4  | Việt Nam  | 3  | 0 | 0 | 3 | 4  | 8  | −4 | 0 |                                     |

| Nhật Bản                                        | 4–2      | Việt Nam                                  |
| ----------------------------------------------- | -------- | ----------------------------------------- |
| - Minamino 11', 45' - Nakamura 45+4' - Ueda 85' | Chi tiết | - Nguyễn Đình Bắc 16' - Phạm Tuấn Hải 33' |

| Indonesia       | 1–3      | Iraq                                   |
| --------------- | -------- | -------------------------------------- |
| - Marselino 37' | Chi tiết | - Ali 17' - Rashid 45+7' - Hussein 75' |

| Iraq                | 2–1      | Nhật Bản     |
| ------------------- | -------- | ------------ |
| - Hussein 5', 45+4' | Chi tiết | - Endo 90+3' |

| Việt Nam | 0–1      | Indonesia        |
| -------- | -------- | ---------------- |
|          | Chi tiết | - Asnawi 42' (p) |

| Nhật Bản                               | 3–1      | Indonesia     |
| -------------------------------------- | -------- | ------------- |
| - Ueda 6' (p), 52' - Hubner 88' (l.n.) | Chi tiết | - Walsh 90+1' |

| Iraq                                   | 3–2      | Việt Nam                                          |
| -------------------------------------- | -------- | ------------------------------------------------- |
| - Sulaka 47' - Hussein 73', 90+12' (p) | Chi tiết | - Bùi Hoàng Việt Anh 42' - Nguyễn Quang Hải 90+1' |

### Bảng E
| VT | Đội      | ST | T | H | B | BT | BB | HS | Đ | Giành quyền tham dự                 |
| -- | -------- | -- | - | - | - | -- | -- | -- | - | ----------------------------------- |
| 1  | Bahrain  | 3  | 2 | 0 | 1 | 3  | 3  | 0  | 6 | Đi tiếp vào vòng đấu loại trực tiếp |
| 2  | Hàn Quốc | 3  | 1 | 2 | 0 | 8  | 6  | +2 | 5 | Đi tiếp vào vòng đấu loại trực tiếp |
| 3  | Jordan   | 3  | 1 | 1 | 1 | 6  | 3  | +3 | 4 | Đi tiếp vào vòng đấu loại trực tiếp |
| 4  | Malaysia | 3  | 0 | 1 | 2 | 3  | 8  | −5 | 1 |                                     |

| Hàn Quốc                                   | 3–1      | Bahrain           |
| ------------------------------------------ | -------- | ----------------- |
| - Hwang In-beom 38' - Lee Kang-in 56', 69' | Chi tiết | - Al-Hashsash 51' |

| Malaysia | 0–4      | Jordan                                        |
| -------- | -------- | --------------------------------------------- |
|          | Chi tiết | - Al-Mardi 12', 32' - Al-Taamari 18' (p), 85' |

| Jordan                                       | 2–2      | Hàn Quốc                                      |
| -------------------------------------------- | -------- | --------------------------------------------- |
| - Park Yong-woo 37' (l.n.) - Al-Naimat 45+6' | Chi tiết | - Son Heung-min 9' (p) - Al-Arab 90+1' (l.n.) |

| Bahrain       | 1–0      | Malaysia |
| ------------- | -------- | -------- |
| - Madan 90+5' | Chi tiết |          |

| Hàn Quốc                                                          | 3–3      | Malaysia                                   |
| ----------------------------------------------------------------- | -------- | ------------------------------------------ |
| - Jeong Woo-yeong 21' - Lee Kang-in 83' - Son Heung-min 90+4' (p) | Chi tiết | - Faisal 51' - Arif 62' (p) - Romel 90+15' |

| Jordan | 0–1      | Bahrain     |
| ------ | -------- | ----------- |
|        | Chi tiết | - Yusuf 34' |

### Bảng F
| VT | Đội         | ST | T | H | B | BT | BB | HS | Đ | Giành quyền tham dự                 |
| -- | ----------- | -- | - | - | - | -- | -- | -- | - | ----------------------------------- |
| 1  | Ả Rập Xê Út | 3  | 2 | 1 | 0 | 4  | 1  | +3 | 7 | Đi tiếp vào vòng đấu loại trực tiếp |
| 2  | Thái Lan    | 3  | 1 | 2 | 0 | 2  | 0  | +2 | 5 | Đi tiếp vào vòng đấu loại trực tiếp |
| 3  | Oman        | 3  | 0 | 2 | 1 | 2  | 3  | −1 | 2 |                                     |
| 4  | Kyrgyzstan  | 3  | 0 | 1 | 2 | 1  | 5  | −4 | 1 |                                     |

| Thái Lan            | 2–0      | Kyrgyzstan |
| ------------------- | -------- | ---------- |
| - Supachai 26', 48' | Chi tiết |            |

| Ả Rập Xê Út                      | 2–1      | Oman                 |
| -------------------------------- | -------- | -------------------- |
| - Ghareeb 78' - Al-Bulaihi 90+6' | Chi tiết | - Al-Yahyaei 14' (p) |

| Oman | 0–0      | Thái Lan |
| ---- | -------- | -------- |
|      | Chi tiết |          |

| Kyrgyzstan | 0–2      | Ả Rập Xê Út                 |
| ---------- | -------- | --------------------------- |
|            | Chi tiết | - Kanno 35' - Al-Ghamdi 84' |

| Ả Rập Xê Út | 0–0      | Thái Lan |
| ----------- | -------- | -------- |
|             | Chi tiết |          |

| Kyrgyzstan | 1–1      | Oman        |
| ---------- | -------- | ----------- |
| - Kojo 80' | Chi tiết | - Muhsen 8' |

### Xếp hạng các đội xếp thứ ba
| VT | Bg | Đội        | ST | T | H | B | BT | BB | HS | Đ | Giành quyền tham dự                 |
| -- | -- | ---------- | -- | - | - | - | -- | -- | -- | - | ----------------------------------- |
| 1  | E  | Jordan     | 3  | 1 | 1 | 1 | 6  | 3  | +3 | 4 | Đi tiếp vào vòng đấu loại trực tiếp |
| 2  | C  | Palestine  | 3  | 1 | 1 | 1 | 5  | 5  | 0  | 4 | Đi tiếp vào vòng đấu loại trực tiếp |
| 3  | B  | Syria      | 3  | 1 | 1 | 1 | 1  | 1  | 0  | 4 | Đi tiếp vào vòng đấu loại trực tiếp |
| 4  | D  | Indonesia  | 3  | 1 | 0 | 2 | 3  | 6  | −3 | 3 | Đi tiếp vào vòng đấu loại trực tiếp |
| 5  | F  | Oman       | 3  | 0 | 2 | 1 | 2  | 3  | −1 | 2 |                                     |
| 6  | A  | Trung Quốc | 3  | 0 | 2 | 1 | 0  | 1  | −1 | 2 |                                     |

## Vòng đấu loại trực tiếp
Tại vòng đấu loại trực tiếp, hiệp phụ và loạt sút luân lưu được sử dụng để quyết định đội thắng nếu cần thiết. Cầu thủ dự bị thứ sáu có thể được thực hiện trong hiệp phụ.

### Sơ đồ
|  | Vòng 16                                     | Vòng 16                                    |                                       |       | Tứ kết | Tứ kết |  |  | Bán kết | Bán kết |  |  | Chung kết | Chung kết |
|  |                                             |                                            |                                       |       |        |        |  |  |         |         |  |  |           |           |
|  | 28 tháng 1 – Al Rayyan (Ahmed bin Ali)      |                                            |                                       |       |        |        |  |  |         |         |  |  |           |           |
|  |                                             |                                            |                                       |       |        |        |  |  |         |         |  |  |           |           |
|  | Tajikistan (p)                              | 1 (5)                                      |                                       |       |        |        |  |  |         |         |  |  |           |           |
|  | Tajikistan (p)                              | 1 (5)                                      | 2 tháng 2 – Al Rayyan (Ahmed bin Ali) |       |        |        |  |  |         |         |  |  |           |           |
|  | UAE                                         | 1 (3)                                      |                                       |       |        |        |  |  |         |         |  |  |           |           |
|  | UAE                                         | 1 (3)                                      | Tajikistan                            | 0     |        |        |  |  |         |         |  |  |           |           |
|  | 29 tháng 1 – Al Rayyan (Khalifa)            |                                            | Tajikistan                            | 0     |        |        |  |  |         |         |  |  |           |           |
|  |                                             | Jordan                                     | 1                                     |       |        |        |  |  |         |         |  |  |           |           |
|  | Iraq                                        | Jordan                                     | 1                                     | 2     |        |        |  |  |         |         |  |  |           |           |
|  | Iraq                                        |                                            | 6 tháng 2 – Al Rayyan (Ahmed bin Ali) | 2     |        |        |  |  |         |         |  |  |           |           |
|  | Jordan                                      | 3                                          |                                       |       |        |        |  |  |         |         |  |  |           |           |
|  | Jordan                                      | 3                                          | Jordan                                | 2     |        |        |  |  |         |         |  |  |           |           |
|  | 28 tháng 1 – Al Rayyan (Jassim bin Hamad)   |                                            | Jordan                                | 2     |        |        |  |  |         |         |  |  |           |           |
|  |                                             | Hàn Quốc                                   | 0                                     |       |        |        |  |  |         |         |  |  |           |           |
|  | Úc                                          | Hàn Quốc                                   | 0                                     | 4     |        |        |  |  |         |         |  |  |           |           |
|  | Úc                                          | 2 tháng 2 – Al Wakrah                      |                                       | 4     |        |        |  |  |         |         |  |  |           |           |
|  | Indonesia                                   | 0                                          |                                       |       |        |        |  |  |         |         |  |  |           |           |
|  | Indonesia                                   | 0                                          | Úc                                    | 1     |        |        |  |  |         |         |  |  |           |           |
|  | 30 tháng 1 – Al Rayyan (Thành phố Giáo dục) |                                            | Úc                                    | 1     |        |        |  |  |         |         |  |  |           |           |
|  |                                             | Hàn Quốc (s.h.p.)                          | 2                                     |       |        |        |  |  |         |         |  |  |           |           |
|  | Ả Rập Xê Út                                 | Hàn Quốc (s.h.p.)                          | 2                                     | 1 (2) |        |        |  |  |         |         |  |  |           |           |
|  | Ả Rập Xê Út                                 |                                            | 10 tháng 2 – Lusail                   | 1 (2) |        |        |  |  |         |         |  |  |           |           |
|  | Hàn Quốc (p)                                | 1 (4)                                      |                                       |       |        |        |  |  |         |         |  |  |           |           |
|  | Hàn Quốc (p)                                | 1 (4)                                      | Jordan                                | 1     |        |        |  |  |         |         |  |  |           |           |
|  | 31 tháng 1 – Doha (Abdullah bin Khalifa)    |                                            | Jordan                                | 1     |        |        |  |  |         |         |  |  |           |           |
|  |                                             | Qatar                                      | 3                                     |       |        |        |  |  |         |         |  |  |           |           |
|  | Iran (p)                                    | Qatar                                      | 3                                     | 1 (5) |        |        |  |  |         |         |  |  |           |           |
|  | Iran (p)                                    | 3 tháng 2 – Al Rayyan (Thành phố Giáo dục) |                                       | 1 (5) |        |        |  |  |         |         |  |  |           |           |
|  | Syria                                       | 1 (3)                                      |                                       |       |        |        |  |  |         |         |  |  |           |           |
|  | Syria                                       | 1 (3)                                      | Iran                                  | 2     |        |        |  |  |         |         |  |  |           |           |
|  | 31 tháng 1 – Doha (Al Thumama)              |                                            | Iran                                  | 2     |        |        |  |  |         |         |  |  |           |           |
|  |                                             | Nhật Bản                                   | 1                                     |       |        |        |  |  |         |         |  |  |           |           |
|  | Bahrain                                     | Nhật Bản                                   | 1                                     | 1     |        |        |  |  |         |         |  |  |           |           |
|  | Bahrain                                     |                                            | 7 tháng 2 – Doha (Al Thumama)         | 1     |        |        |  |  |         |         |  |  |           |           |
|  | Nhật Bản                                    | 3                                          |                                       |       |        |        |  |  |         |         |  |  |           |           |
|  | Nhật Bản                                    | 3                                          | Iran                                  | 2     |        |        |  |  |         |         |  |  |           |           |
|  | 29 tháng 1 – Al Khor                        |                                            | Iran                                  | 2     |        |        |  |  |         |         |  |  |           |           |
|  |                                             | Qatar                                      | 3                                     |       |        |        |  |  |         |         |  |  |           |           |
|  | Qatar                                       | Qatar                                      | 3                                     | 2     |        |        |  |  |         |         |  |  |           |           |
|  | Qatar                                       | 3 tháng 2 – Al Khor                        |                                       | 2     |        |        |  |  |         |         |  |  |           |           |
|  | Palestine                                   | 1                                          |                                       |       |        |        |  |  |         |         |  |  |           |           |
|  | Palestine                                   | 1                                          | Qatar (p)                             | 1 (3) |        |        |  |  |         |         |  |  |           |           |
|  | 30 tháng 1 – Al Wakrah                      |                                            | Qatar (p)                             | 1 (3) |        |        |  |  |         |         |  |  |           |           |
|  |                                             | Uzbekistan                                 | 1 (2)                                 |       |        |        |  |  |         |         |  |  |           |           |
|  | Uzbekistan                                  | Uzbekistan                                 | 1 (2)                                 | 2     |        |        |  |  |         |         |  |  |           |           |
|  | Uzbekistan                                  |                                            |                                       | 2     |        |        |  |  |         |         |  |  |           |           |
|  | Thái Lan                                    | 1                                          |                                       |       |        |        |  |  |         |         |  |  |           |           |
|  | Thái Lan                                    | 1                                          |                                       |       |        |        |  |  |         |         |  |  |           |           |

Tất cả các giờ đều là giờ địa phương, AST (UTC+3).

### Vòng 16 đội
| Úc                                                             | 4–0      | Indonesia |
| -------------------------------------------------------------- | -------- | --------- |
| - Baggott 12' (l.n.) - Boyle 45' - Goodwin 89' - Souttar 90+1' | Chi tiết |           |

| Tajikistan                                            | 1–1 (s.h.p.) | UAE                            |
| ----------------------------------------------------- | ------------ | ------------------------------ |
| - Khanonov 30'                                        | Chi tiết     | - Al Hammadi 90+5'             |
| Loạt sút luân lưu                                     |              |                                |
| - Nazarov - Khanonov - Panjshanbe - Soirov - Shukurov | 5–3          | - Idrees - Caio - Lima - Saleh |

| Iraq                      | 2–3      | Jordan                                               |
| ------------------------- | -------- | ---------------------------------------------------- |
| - Natiq 68' - Hussein 76' | Chi tiết | - Al-Naimat 45+1' - Al-Arab 90+5' - Al-Rashdan 90+7' |

| Qatar                            | 2–1      | Palestine     |
| -------------------------------- | -------- | ------------- |
| - Al-Haydos 45+6' - Afif 49' (p) | Chi tiết | - Dabbagh 37' |

| Uzbekistan                        | 2–1      | Thái Lan       |
| --------------------------------- | -------- | -------------- |
| - Turgunboev 37' - Fayzullaev 65' | Chi tiết | - Supachok 58' |

| Ả Rập Xê Út                               | 1–1 (s.h.p.) | Hàn Quốc                                                         |
| ----------------------------------------- | ------------ | ---------------------------------------------------------------- |
| - Radif 46'                               | Chi tiết     | - Cho Gue-sung 90+9'                                             |
| Loạt sút luân lưu                         |              |                                                                  |
| - Kanno - Abdulhamid - Al-Najei - Ghareeb | 2–4          | - Son Heung-min - Kim Young-gwon - Cho Gue-sung - Hwang Hee-chan |

| Bahrain           | 1–3      | Nhật Bản                         |
| ----------------- | -------- | -------------------------------- |
| - Ueda 64' (l.n.) | Chi tiết | - Doan 31' - Kubo 49' - Ueda 72' |

| Iran                                                  | 1–1 (s.h.p.) | Syria                                |
| ----------------------------------------------------- | ------------ | ------------------------------------ |
| - Taremi 34' (p)                                      | Chi tiết     | - Khribin 64' (p)                    |
| Loạt sút luân lưu                                     |              |                                      |
| - Ansarifard - Rezaeian - Ebrahimi - Torabi - Hajsafi | 5–3          | - Sabbag - Youssef - Ousou - Al Dali |

### Tứ kết
| Tajikistan | 0–1      | Jordan                |
| ---------- | -------- | --------------------- |
|            | Chi tiết | - Khanonov 66' (l.n.) |

| Úc            | 1–2 (s.h.p.) | Hàn Quốc                                            |
| ------------- | ------------ | --------------------------------------------------- |
| - Goodwin 42' | Chi tiết     | - Hwang Hee-chan 90+6' (ph.đ.) - Son Heung-min 104' |

| Iran                                     | 2–1      | Nhật Bản     |
| ---------------------------------------- | -------- | ------------ |
| - Mohebi 55' - Jahanbakhsh 90+6' (ph.đ.) | Chi tiết | - Morita 28' |

| Qatar                                     | 1–1 (s.h.p.) | Uzbekistan                                                    |
| ----------------------------------------- | ------------ | ------------------------------------------------------------- |
| - Al-Haydos 27'                           | Chi tiết     | - Hamrobekov 59'                                              |
| Loạt sút luân lưu                         |              |                                                               |
| - Afif - Ali - Mukhtar - Al-Brake - Ró-Ró | 3–2          | - Shukurov - Ashurmatov - Umarov - Abdurakhmatov - Masharipov |

### Bán kết
| Jordan                           | 2–0      | Hàn Quốc |
| -------------------------------- | -------- | -------- |
| - Al-Naimat 53' - Al-Taamari 66' | Chi tiết |          |

| Iran                              | 2–3      | Qatar                             |
| --------------------------------- | -------- | --------------------------------- |
| - Azmoun 4' - Jahanbakhsh 51' (p) | Chi tiết | - Jassem 17' - Afif 43' - Ali 82' |

### Chung kết
| Jordan          | 1–3      | Qatar                              |
| --------------- | -------- | ---------------------------------- |
| - Al-Naimat 67' | Chi tiết | - Afif 22' (p), 73' (p), 90+5' (p) |

## Thống kê

### Các giải thưởng
Các giải thưởng sau đây đã được trao sau khi giải đấu kết thúc:
| Vua phá lưới | Cầu thủ xuất sắc nhất | Thủ môn xuất sắc nhất | Giải phong cách |
| ------------ | --------------------- | --------------------- | --------------- |
| Akram Afif   | Akram Afif            | Meshaal Barsham       | Qatar           |

### Đội hình tiêu biểu của giải
| Thủ môn         | Hậu vệ                                     | Tiền vệ                                                  | Tiền đạo                                 |
| --------------- | ------------------------------------------ | -------------------------------------------------------- | ---------------------------------------- |
| Meshaal Barsham | Abdallah Nasib Ali Al-Bulaihi Lucas Mendes | Mehdi Ghayedi Craig Goodwin Hassan Al-Haydos Lee Kang-in | Akram Afif Aymen Hussein Yazan Al-Naimat |

### Cầu thủ ghi bàn
Đã có 132 bàn thắng ghi được trong 51 trận đấu, trung bình 2.59 bàn thắng mỗi trận đấu.
8 bàn thắng
- Akram Afif

6 bàn thắng
- Aymen Hussein

4 bàn thắng
- Ayase Ueda
- Yazan Al-Naimat

3 bàn thắng
- Mehdi Taremi
- Musa Al-Taamari
- Lee Kang-in
- Son Heung-min
- Oday Dabbagh
- Hassan Al-Haydos

2 bàn thắng
- Craig Goodwin
- Jackson Irvine
- Martin Boyle
- Alireza Jahanbakhsh
- Mehdi Ghayedi
- Sardar Azmoun
- Mahmoud Al-Mardi
- Takumi Minamino
- Almoez Ali
- Omar Khribin
- Supachai Chaided
- Sultan Adil
- Yahya Al-Ghassani
- Abbosbek Fayzullaev
- Azizbek Turgunboev

1 bàn thắng
- Harry Souttar
- Jordan Bos
- Abdullah Al-Hashsash
- Abdulla Yusuf Helal
- Ali Madan
- Trần Triệu Quân
- Asnawi Mangkualam
- Marselino Ferdinan
- Sandy Walsh
- Karim Ansarifard
- Mohammad Mohebi
- Shojae Khalilzadeh
- Mohanad Ali
- Osama Rashid
- Rebin Sulaka
- Saad Natiq
- Nizar Al-Rashdan
- Yazan Al-Arab
- Hidemasa Morita
- Keito Nakamura
- Ritsu Doan
- Takefusa Kubo
- Wataru Endo
- Joel Kojo
- Cho Gue-sung
- Hwang Hee-chan
- Hwang In-beom
- Jeong Woo-yeong
- Abdullah Radif
- Abdulrahman Ghareeb
- Ali Al-Bulaihi
- Faisal Al-Ghamdi
- Mohamed Kanno
- Bassel Jradi
- Arif Aiman
- Faisal Halim
- Romel Morales
- Muhsen Al-Ghassani
- Salaah Al-Yahyaei
- Tamer Seyam
- Zaid Qunbar
- Jassem Gaber
- Supachok Sarachat
- Nuriddin Khamrokulov
- Parvizdzhon Umarbayev
- Vakhdat Khanonov
- Khalifa Al Hammadi
- Zayed Sultan
- Igor Sergeev
- Odiljon Hamrobekov
- Sherzod Nasrullaev
- Bùi Hoàng Việt Anh
- Nguyễn Đình Bắc
- Nguyễn Quang Hải
- Phạm Tuấn Hải

1 bàn phản lưới nhà
- Elkan Baggott (trong trận gặp Úc)
- Justin Hubner (trong trận gặp Nhật Bản)
- Yazan Al-Arab (trong trận gặp Hàn Quốc)
- Ayase Ueda (trong trận gặp Bahrain)
- Park Yong-woo (trong trận gặp Jordan)
- Vakhdat Khanonov (trong trận gặp Jordan)
- Bader Nasser (trong trận gặp Palestine)

### Kỷ luật
Một cầu thủ sẽ tự động bị đình chỉ thi đấu trận tiếp theo vì những hành vi vi phạm sau:
- Nhận thẻ đỏ (treo thẻ đỏ có thể được gia hạn nếu phạm tội nghiêm trọng)
- Nhận 2 thẻ vàng trong 2 trận đấu
- Sau khi vào bán kết, tất cả thẻ vàng, thẻ đỏ nhận được đều được tính lại. Điều này có nghĩa là ngay cả khi một cầu thủ nhận thẻ vàng ở trận bán kết, mọi thẻ trước đó sẽ không được tính, cho phép họ tham dự trận chung kết.

Các trường hợp tạm dừng sau đây đã xảy ra trong giải đấu:
| Cầu thủ                       | Lỗi | Đình chỉ |
| ----------------------------- | --- | --- |
| Hazza Ali                     | Mẫu doping dương tính sau trận đấu giữa Bảng E với Hàn Quốc (Lượt thi đấu 1; ngày 15 tháng 1 năm 2024)                      | Bảng E vs Jordan (Lượt thi đấu 3; 25 tháng 1 năm 2024)                                                                           |
| Amadoni Kamolov               | ở Bảng A vs Qatar (Lượt thi đấu 2; 17 tháng 1 năm 2024)                                                                     | Bảng A vs Liban (Lượt thi đấu 3; 22 tháng 1 năm 2024) Vòng 16 vs UAE (28 tháng 1 năm 2024) Tứ kết vs Jordan (2 tháng 2 năm 2024) |
| Pedro Miguel                  | ở Bảng A vs Liban (Lượt thi đấu 1; ngày 12 tháng 1 năm 2024) · ở Bảng A vs Tajikistan (Lượt thi đấu 2; 17 tháng 1 năm 2024) | Bảng A vs Trung Quốc (Lượt thi đấu 3; 22 tháng 1 năm 2024)                                                                       |
| Khalifa Al Hammadi            | ở Bảng C vs Palestine (Lượt thi đấu 2; 18 tháng 1 năm 2024)                                                                 | Bảng C vs Iran (Lượt thi đấu 3; 23 tháng 1 năm 2024)                                                                             |
| Paulo Bento (Huấn luyện viên) | ở Bảng C vs Palestine (Lượt thi đấu 2; 18 tháng 1 năm 2024)                                                                 | Bảng C vs Iran (Lượt thi đấu 3; 23 tháng 1 năm 2024)                                                                             |
| Lê Phạm Thành Long            | ở Bảng D vs Indonesia (Lượt thi đấu 2; 19 tháng 1 năm 2024)                                                                 | Bảng D vs Iraq (Lượt thi đấu 3; 24 tháng 1 năm 2024)                                                                             |
| Theerathon Bunmathan          | ở Bảng F vs Kyrgyzstan (Lượt thi đấu 1; ngày 16 tháng 1 năm 2024) · trong Bảng F vs Oman ( 21 tháng 1 năm 2024)             | Bảng F vs Ả Rập Xê Út (Lượt thi đấu 3; 25 tháng 1 năm 2024)                                                                      |
| Ayzar Akmatov Kimi Merk       | ở Bảng F vs Ả Rập Xê Út (Lượt thi đấu 2; 21 tháng 1 năm 2024)                                                               | Bảng F vs Oman (Lượt thi đấu 3; 25 tháng 1 năm 2024)                                                                             |
| Kassem El Zein                | ở Bảng A vs Tajikistan (22 tháng 1 năm 2024)                                                                                | Đội đã bị loại khỏi giải đấu |
| Hossein Kanaanizadegan        | ở Bảng C vs Palestine (Lượt thi đấu 1; 14 tháng 1 năm 2024) · ở Bảng C vs UAE (Lượt thi đấu 3; 23 tháng 1 năm 2024)         | Vòng 16 vs Syria (31 Tháng 1 năm 2024)                                                                                           |
| Khuất Văn Khang               | ở trận Bảng D vs Iraq (Lượt thi đấu 3; 24 tháng 1 năm 2024)                                                                 | Đội bị loại khỏi giải đấu |
| Aymen Hussein                 | ở vòng 16 vs Jordan (29 Tháng 1 năm 2024)                                                                                   | Đội bị loại khỏi giải đấu |
| Hamza Al-Dardour              | ở Vòng 16 vs Iraq (29 tháng 1 năm 2024)                                                                                     | Tứ kết vs Tajikistan (2 tháng 2 năm 2024)                                                                                        |
| Nizar Al-Rashdan              | ở Bảng E vs Malaysia (Lượt thi đấu 1; 15 tháng 1 năm 2024) · ở Vòng 16 vs Iraq (29 tháng 1 năm 2024)                        | Tứ kết vs Tajikistan (2 tháng 2 năm 2024)                                                                                        |
| Abdukodir Khusanov            | ở Bảng B vs Syria (13 tháng 1 năm 2024) · ở Vòng 16 vs Thái Lan (30 tháng 1 năm 2024)                                       | Tứ kết vs Qatar (3 tháng 2 năm 2024)                                                                                             |
| Mehdi Taremi                  | ở Vòng 16 vs Syria (31 tháng 1 năm 2024)                                                                                    | Tứ kết vs Nhật Bản (3 tháng 2 năm 2024)                                                                                          |
| Salem Al-Ajalin Ali Olwan     | ở Bảng E vs Bahrain (Lượt thi đấu 3; 25 tháng 1 năm 2024) · ở Tứ kết vs Tajikistan (2 tháng 2 năm 2024)                     | Bán kết vs Hàn Quốc (6 Tháng 2 năm 2024)                                                                                         |
| Kim Min-jae                   | ở Bảng E vs Bahrain (Lượt thi đấu 1; 15 tháng 1 năm 2024) · ở Bán kết vs Úc (2 tháng 2 năm 2024)                            | Bán kết vs Jordan (6 tháng 2 năm 2024)                                                                                           |
| Aiden O'Neill                 | ở Tứ kết vs Hàn Quốc (2 tháng 2 năm 2024)                                                                                   | Đội đã bị loại khỏi giải đấu |
| Khalid Muneer                 | ở Group A vs Trung Quốc (Lượt thi đấu 3; 22 Tháng 1 năm 2024) · ở Tứ kết vs Uzbekistan (3 tháng 2 năm 2024)                 | Bán kết vs Iran (7 tháng 2 năm 2024)                                                                                             |
| Shojae Khalilzadeh            | ở Bán kết vs Qatar (7 tháng 2 năm 2024)                                                                                     | Đội đã bị loại khỏi giải đấu |

1. ↑  Vào ngày 24 tháng 1 năm 2024, Ali đã bị AFC đình chỉ tạm thời vì dương tính với doping trong khi chờ quyết định của Ủy ban Kỷ luật và Đạo đức AFC. Án treo giò tạm thời của anh được dỡ bỏ vào ngày 30 tháng 1 năm 2024.[30]

### Bảng xếp hạng giải đấu
Bảng này xếp hạng các đội tuyển trong giải đấu. Ngoại trừ hai vị trí đầu tiên, thứ tự các vị trí tiếp của với các đội bị loại ở cùng một giai đoạn của giải được xác định theo bộ nguyên tắc mới của AFC. 

Theo quy ước thống kê trong bóng đá, các trận đấu quyết định trong hiệp phụ được tính kết quả thắng thua, trong khi các trận đấu quyết định bằng loạt sút luân lưu được tính kết quả hòa.
| VT | Đội         | ST | T | H | B | BT | BB | HS | Đ  | Kết quả chung cuộc    |
| -- | ----------- | -- | - | - | - | -- | -- | -- | -- | --------------------- |
| 1  | Qatar       | 7  | 6 | 1 | 0 | 14 | 5  | +9 | 19 | Vô địch               |
| 2  | Jordan      | 7  | 4 | 1 | 2 | 13 | 8  | +5 | 13 | Á quân                |
|    |             |    |   |   |   |    |    |    |    |                       |
| 3  | Iran        | 6  | 4 | 1 | 1 | 12 | 7  | +5 | 13 | Bị loại ở bán kết     |
| 4  | Hàn Quốc    | 6  | 2 | 3 | 1 | 11 | 10 | +1 | 9  | Bị loại ở bán kết     |
|    |             |    |   |   |   |    |    |    |    |                       |
| 5  | Úc          | 5  | 3 | 1 | 1 | 9  | 3  | +6 | 10 | Bị loại ở tứ kết      |
| 6  | Nhật Bản    | 5  | 3 | 0 | 2 | 12 | 8  | +4 | 9  | Bị loại ở tứ kết      |
| 7  | Uzbekistan  | 5  | 2 | 3 | 0 | 7  | 3  | +4 | 9  | Bị loại ở tứ kết      |
| 8  | Tajikistan  | 5  | 1 | 2 | 2 | 3  | 4  | −1 | 5  | Bị loại ở tứ kết      |
|    |             |    |   |   |   |    |    |    |    |                       |
| 9  | Iraq        | 4  | 3 | 0 | 1 | 10 | 7  | +3 | 9  | Bị loại ở vòng 16 đội |
| 10 | Ả Rập Xê Út | 4  | 2 | 2 | 0 | 5  | 2  | +3 | 8  | Bị loại ở vòng 16 đội |
| 11 | Bahrain     | 4  | 2 | 0 | 2 | 4  | 6  | −2 | 6  | Bị loại ở vòng 16 đội |
| 12 | UAE         | 4  | 1 | 2 | 1 | 6  | 5  | +1 | 5  | Bị loại ở vòng 16 đội |
| 13 | Thái Lan    | 4  | 1 | 2 | 1 | 3  | 2  | +1 | 5  | Bị loại ở vòng 16 đội |
| 14 | Syria       | 4  | 1 | 2 | 1 | 2  | 2  | 0  | 5  | Bị loại ở vòng 16 đội |
| 15 | Palestine   | 4  | 1 | 1 | 2 | 6  | 7  | −1 | 4  | Bị loại ở vòng 16 đội |
| 16 | Indonesia   | 4  | 1 | 0 | 3 | 3  | 10 | −7 | 3  | Bị loại ở vòng 16 đội |
|    |             |    |   |   |   |    |    |    |    |                       |
| 17 | Oman        | 3  | 0 | 2 | 1 | 2  | 3  | −1 | 2  | Bị loại ở vòng bảng   |
| 18 | Trung Quốc  | 3  | 0 | 2 | 1 | 0  | 1  | −1 | 2  | Bị loại ở vòng bảng   |
| 19 | Liban       | 3  | 0 | 1 | 2 | 1  | 5  | −4 | 1  | Bị loại ở vòng bảng   |
| 20 | Kyrgyzstan  | 3  | 0 | 1 | 2 | 1  | 5  | −4 | 1  | Bị loại ở vòng bảng   |
| 21 | Malaysia    | 3  | 0 | 1 | 2 | 3  | 8  | −5 | 1  | Bị loại ở vòng bảng   |
| 22 | Việt Nam    | 3  | 0 | 0 | 3 | 4  | 8  | −4 | 0  | Bị loại ở vòng bảng   |
| 23 | Hồng Kông   | 3  | 0 | 0 | 3 | 1  | 7  | −6 | 0  | Bị loại ở vòng bảng   |
| 24 | Ấn Độ       | 3  | 0 | 0 | 3 | 0  | 6  | −6 | 0  | Bị loại ở vòng bảng   |

## Tiếp thị

### Biểu trưng và khẩu hiệu
Biểu trưng chính thức và hình hiệu của giải đấu được ra mắt trong buổi lễ bốc thăm diễn ra vào ngày 11 tháng 5 năm 2023. Biểu trưng được công bố với hình dáng của chiếc cúp vô địch, với các đường kẻ lấy cảm hứng từ lông của chim ưng và những cánh của hoa sen. Phần trên của biểu trưng có màu hạt dẻ, màu sắc biểu trưng trên quốc kỳ Qatar, trong khi phần dưới của biểu trưng có chữ "nuqta" trong tiếng Ả Rập.
Khẩu hiệu chính thức của giải đấu là "Hayya Asia", dịch sang tiếng Anh là "Let's go Asia!" (tạm dịch: Châu Á tiến lên!), được công bố vào ngày 5 tháng 10 năm 2023 trong sự kiện đánh dấu còn 100 ngày giải đấu sẽ chính thức khởi tranh.

### Bóng thi đấu
Quả bóng thi đấu chính thức của giải đấu là VORTEXAC23 do Tập đoàn Kelme sản xuất và ra mắt vào ngày 10 tháng 8 năm 2023. Thiết kế của quả bóng kết hợp màu nâu đỏ trên quốc kỳ của Qatar, thể hiện bản sắc quốc gia và phản chiếu biểu tượng của giải vô địch ở trọng tâm quả bóng. Các đánh giá kỹ thuật đã kiểm tra nghiêm ngặt hiệu suất của quả bóng, đảm bảo độ bền, chất lượng và tính sẵn sàng.
Vào ngày 20 tháng 12 năm 2023, quả bóng thi đấu chính thức dành riêng cho trận chung kết là VORTEXAC23+ đã ra mắt. Quả bóng được thiết kế dựa trên thiết kế của VORTEXAC23 và sử dụng tông màu chủ đạo là vàng và nâu sẫm để phản ánh uy tín của việc cạnh tranh danh hiệu vô địch.

### Bài hát chính thức
Bài hát chính thức của giải đấu, "Hadaf" của Humood AlKhudher và Fahad Al Hajjaji, được phát hành vào ngày 1 tháng 1 năm 2024.

### Linh vật
Vào ngày 2 tháng 12 năm 2023, linh vật chính thức của giải đấu đã được ra mắt tại Barahat Msheireb, Doha, thông qua một bộ phim hoạt hình lấy cảm hứng từ anime do Katara Studios sản xuất. Linh vật là một biệt đội gồm năm chú chó giật có tên Saboog, Tmbki, Freha, Zkriti và Traeneh, cũng là linh vật của giải năm 2011 khi Qatar đăng cai lần thứ hai. Các linh vật được tạo ra bởi nghệ sĩ người Qatar Ahmed Al Maadheed, với phần hoạt hình do Fahad Al Kuwari đạo diễn và bài hát do nghệ sĩ người Qatar Dana Al Meer và ca sĩ, nhà soạn nhạc Tarek Al Arabi Tourgane thể hiện. Bốn trong số năm linh vật được đặt tên theo các địa điểm ở Qatar, trong khi Saboog có nguồn gốc từ thuật ngữ dùng để chỉ chó giật ở Qatar. Mỗi linh vật được tạo ra với những đặc điểm khác nhau, giống với các vai trò khác nhau mà các cầu thủ đảm nhận trong một trận đấu bóng đá và được làm giống với một hộ gia đình truyền thống ở Qatar.

### Vé
Lô vé đầu tiên của giải đấu với hơn 150.000 vé đã được bán hết chỉ sau một tuần, kể từ khi bắt đầu mở bán vào ngày 10 tháng 10 năm 2023. 90.000 vé khác của đợt thứ hai đã được bán trong vòng 24 giờ đầu tiên kể từ khi phát hành vào ngày 19 tháng 11 năm 2023. Người hâm mộ từ Qatar, Ả Rập Xê Út và Ấn Độ đã mua phần lớn số vé được cung cấp. Ngoài trận khai mạc giữa Qatar và Liban diễn ra vào ngày 12 tháng 1 năm 2024, trận đấu giữa Ả Rập Xê Út và Oman cũng dẫn đầu về doanh thu bán vé.
Giá vé trận đấu bắt đầu từ mức thấp nhất là 25 QAR (khoảng 6,8 USD) để mang lại khả năng tiếp cận tốt hơn cho hàng triệu người hâm mộ.
Vào ngày 20 tháng 11 năm 2023, Ban tổ chức địa phương (LOC) của giải đấu đã thông báo rằng họ sẽ quyên góp doanh thu từ việc bán vé để hỗ trợ cứu trợ khẩn cấp cho Palestine, trong bối cảnh chiến tranh Israel-Hamas đang diễn ra.

### Giải đấu thể thao điện tử
Vào ngày 8 tháng 12 năm 2023, Liên đoàn bóng đá châu Á (AFC) đã thông báo rằng họ sẽ công bố mùa giải đầu tiên của AFC eAsian Cup, diễn ra từ ngày 1 đến ngày 5 tháng 2 năm 2024. Giải đấu thể thao điện tử này sẽ được tổ chức trên trò chơi điện tử bóng đá của Konami - eFootball 2024. Giải đấu đánh dấu bước đột phá đầu tiên của AFC vào lĩnh vực thể thao điện tử. Diễn ra tại Nhà thi đấu thể thao điện tử Virtuocity ở Doha, sự kiện có sự góp mặt của 20 trong tổng số 24 liên đoàn thành viên của AFC có đội tuyển quốc gia tham dự Asian Cup.
Vào ngày 6 tháng 2 năm 2024, Indonesia đã giành chức vô địch AFC eAsian Cup đầu tiên với chiến thắng 2–0 trước Nhật Bản trong trận chung kết.

### Tài trợ
Đối tác toàn cầu chính thức
- Continental AG[50]
- Credit Saison[51]
- Neom[52]
- Qatar Airways[53]
- Visit Saudi[54]
- Yili Group[55]

Hỗ trợ tổ chức
- Kelme[56]
- Konami (eFootball)[57]

Đối tác khu vực chính thức
- Pepperstone[58]
- Visa[59]

Nhà cung cấp dịch vụ khách sạn chính thức
- MATCH Hospitality (Asia)[60]

Đối tác phân phối dữ liệu và video chính thức
- Sportradar[61]

## Bản quyền phát sóng
Đã có một số đơn vị phát sóng trên khắp thế giới đã có bản quyền phát sóng trực tiếp giải đấu:
| Lãnh thổ                      | Đơn vị                                             | Tham khảo            |
| ----------------------------- | -------------------------------------------------- | -------------------- |
| Thế giới Ả Rập                | BeIN Sports                                        | [ 62 ]               |
| Afghanistan                   | Football Sports Development Limited                | [ 63 ]               |
| Albania                       | United Media, Sport Klub                           | [ 64 ]               |
| Samoa thuộc Mỹ                | Paramount+, CBS Sports                             | [ 65 ]               |
| Andorra                       | LaLiga+                                            | [ 66 ]               |
| Armenia                       | TV Start                                           | [ 67 ]               |
| Úc                            | Paramount+, Network 10                             | [ 68 ]               |
| Áo                            | Sportdigital                                       | [ 69 ]               |
| Azerbaijan                    | TV Start                                           | [ 67 ]               |
| Bahamas                       | Paramount+, CBS Sports                             | [ 65 ]               |
| Bahrain                       | BeIN Sports                                        | [ 62 ]               |
| Bangladesh                    | T Sports                                           | [ 70 ]               |
| Belarus                       | TV Start                                           | [ 67 ]               |
| Bermuda                       | Paramount+, CBS Sports                             | [ 65 ]               |
| Bhutan                        | Football Sports Development Limited                | [ 63 ]               |
| Bosnia và Herzegovina         | United Media, Sport Klub                           | [ 64 ]               |
| Brasil                        | ESPN                                               | [ 71 ]               |
| Bulgaria                      | United Media, Sport Klub                           | [ 64 ]               |
| Campuchia                     | KJSMWorld                                          | [ 72 ]               |
| Canada                        | Paramount+, CBS Sports                             | [ 65 ]               |
| Caribbe                       | ESPN                                               | [ 71 ]               |
| Trung Mỹ                      | ESPN                                               | [ 71 ]               |
| Chad                          | beIN Sports                                        | [ 62 ]               |
| Trung Quốc                    | IQIYI Sports, CCTV                                 | [ 73 ]               |
| Croatia                       | United Media, Sport Klub                           | [ 64 ]               |
| Đông Timor                    | MNC Media                                          | [ 74 ]               |
| Estonia                       | TV Start                                           | [ 67 ]               |
| Fiji                          | Fiji TV                                            |                      |
| Phần Lan                      | C More Sport                                       | [ 75 ]               |
| Gruzia                        | TV Start                                           | [ 67 ]               |
| Đức                           | Sportdigital                                       | [ 69 ]               |
| Guam                          | Paramount+, CBS Sports                             | [ 65 ]               |
| Hồng Kông                     | HOY TV                                             | [ 76 ]               |
| Ấn Độ                         | Football Sports Development Limited                | [ 63 ]               |
| Indonesia                     | MNC Media                                          | [ 74 ]               |
| Trên chuyến bay/Trên tàu biển | Sport 24                                           | [ 77 ]               |
| Iran                          | IRIB Varzesh, Perisiana Sports                     | [ 78 ]               |
| Iraq                          | Alrabiaa Network Television                        | [ 79 ]               |
| Ireland                       | Triller TV                                         | [ 80 ]               |
| Israel                        | Sport 5                                            | [ 80 ]               |
| Ý                             | OneFootball                                        | [ 80 ]               |
| Bờ Biển Ngà                   | RTI                                                | [ 80 ]               |
| Nhật Bản                      | TV Asahi, DAZN                                     | [ 81 ] [ 82 ]        |
| Kazakhstan                    | Qazsport TV, Saran Media International             | [ 78 ]               |
| Kenya                         | Azam Sports                                        | [ 80 ]               |
| Kosovo                        | United Media, Sport Klub                           | [ 64 ]               |
| Kyrgyzstan                    | UTRK Sport, Saran Media International              | [ 78 ]               |
| Lào                           | KJSMWorld                                          | [ 72 ]               |
| Latvia                        | TV Start                                           | [ 67 ]               |
| Liechtenstein                 | Sportdigital                                       | [ 69 ]               |
| Litva                         | TV Start                                           | [ 67 ]               |
| Ma Cao                        | M Plus Live                                        | [ 83 ]               |
| Malawi                        | Azam Sports                                        | [ 80 ]               |
| Malaysia                      | Astro SuperSport, RTM                              | [ 80 ] [ 84 ] [ 85 ] |
| Maldives                      | PSM                                                | [ 86 ]               |
| México                        | ESPN                                               | [ 71 ]               |
| Trung Đông                    | beIN Sports                                        | [ 62 ]               |
| Moldova                       | TV Start                                           | [ 67 ]               |
| Mông Cổ                       | Unitel                                             | [ 87 ]               |
| Montenegro                    | United Media, Sport Klub                           | [ 64 ]               |
| Myanmar                       | Canal+                                             | [ 88 ]               |
| Nepal                         | Football Sports Development Limited                | [ 63 ]               |
| New Zealand                   | Paramount+, Three                                  | [ 68 ]               |
| Hà Lan                        | Triller TV                                         | [ 80 ]               |
| Bắc Macedonia                 | Sport Klub                                         | [ 64 ]               |
| Bắc Phi                       | beIN Sports                                        | [ 62 ]               |
| Quần đảo Bắc Mariana          | Paramount+, CBS Sports                             | [ 65 ]               |
| Na Uy                         | C More Sport                                       | [ 75 ]               |
| Thái Bình Dương               | Digicel                                            | [ 89 ]               |
| Pakistan                      | A Sports                                           | [ 63 ]               |
| Palau                         | Paramount+, CBS Sports                             | [ 65 ]               |
| Papua New Guinea              | EMTV                                               |                      |
| Philippines                   | RCTI+                                              | [ 90 ]               |
| Bồ Đào Nha                    | Sport TV                                           | [ 80 ]               |
| Puerto Rico                   | Paramount+, CBS Sports                             | [ 65 ]               |
| Qatar                         | BeIN Sports                                        | [ 62 ]               |
| România                       | United Media, Sport Klub                           | [ 64 ]               |
| Nga                           | TV Start                                           | [ 67 ]               |
| San Marino                    | OneFootball                                        | [ 80 ]               |
| Ả Rập Xê Út                   | Shahid, SSC                                        | [ 91 ]               |
| Serbia                        | United Media, Sport Klub                           | [ 64 ]               |
| Singapore                     | StarHub TV                                         | [ 89 ]               |
| Slovenia                      | United Media, Sport Klub                           | [ 64 ]               |
| Nam Mỹ                        | ESPN                                               | [ 71 ]               |
| Hàn Quốc                      | CJ ENM, Coupang                                    | [ 92 ] [ 93 ]        |
| Tây Ban Nha                   | LaLiga+                                            | [ 66 ]               |
| Sri Lanka                     | Football Sports Development Limited                | [ 63 ]               |
| Sudan                         | beIN Sports                                        | [ 62 ]               |
| Thụy Điển                     | C More Sport                                       | [ 75 ]               |
| Thụy Sĩ                       | Sportdigital                                       | [ 69 ]               |
| Đài Loan                      | ELTA                                               | [ 94 ]               |
| Tajikistan                    | TV Varzish, TV Football, Saran Media International | [ 78 ]               |
| Tanzania                      | Azam Sports                                        | [ 80 ]               |
| Thái Lan                      | PPTV HD 36, T Sports 7                             | [ 95 ] [ 96 ]        |
| Thổ Nhĩ Kỳ                    | D-Smart                                            | [ 97 ]               |
| Turkmenistan                  | Turkmenistan Sport, Saran Media International      | [ 78 ]               |
| Ukraine                       | Sport1                                             | [ 67 ]               |
| UAE                           | Abu Dhabi Media                                    | [ 98 ]               |
| Hoa Kỳ                        | Paramount+, CBS Sports                             | [ 65 ]               |
| Quần đảo Virgin thuộc Mỹ      | Paramount+, CBS Sports                             | [ 65 ]               |
| Uzbekistan                    | Sport Uzbekistan, Saran Media International        | [ 78 ]               |
| Việt Nam                      | FPT Play, VTV                                      | [ 99 ] [ 100 ]       |
| Zimbabwe                      | Azam Sports                                        | [ 80 ]               |